# Maksym (metropolita kijowski)
Maksym (zm. 1305 we Włodzimierzu) – metropolita kijowski w latach 1283–1305.

## Życiorys
Był z pochodzenia Grekiem. Został metropolitą kijowskim w 1283. Do objęcia tego urzędu był typowany jeszcze za życia swojego poprzednika Cyryla. Sprawowanie obowiązków metropolity rozpoczął od wyjazdu do Złotej Ordy. Następnie zwołał w Kijowie sobór biskupów ruskich (treść jego obrad i decyzji jest nieznana). W 1285 udawał się z wizytami na Wołyń, do Nowogrodu, Halicza, Pskowa i Włodzimierza. Tam też w 1299 przeniósł na stałe siedzibę metropolitów kijowskich (we Włodzimierzu czasowo rezydował już Cyryl II). Przeniósł biskupa włodzimierskiego Szymona do eparchii rostowskiej i sam objął obowiązki hierarchy włodzimierskiego. W 1300 udał się do Nowogrodu Wielkiego, zaś w 1301 wyjeżdżał do Konstantynopola w celu udziału w soborze biskupów. Zdaniem D. Ostrowskiego Maksym opuścił Kijów, gdyż pragnął rezydować w tym samym mieście, co wielki książę, nominalny władca całej Rusi (tak, jak patriarcha Konstantynopola przebywał w miejscu zamieszkania cesarza). B. Gudziak podkreśla, że Włodzimierz nad Klaźmą był zagrożony najazdami tatarskimi w co najmniej tym samym stopniu, co Kijów.
W 1302 podlegająca mu metropolia kijowska została podzielona na metropolię kijowską i metropolię halicką (metropolię Małej Rusi), na mocy decyzji patriarchy konstantynopolitańskiego Atanazego. Sam Maksym używał tytułów „metropolity całej Rusi” lub „metropolity kijowskiego i włodzimierskiego”. 
Maksym zmarł we Włodzimierzu i został pochowany w tamtejszym soborze Zaśnięcia Matki Bożej, łamiąc tym samym zwyczaj chowania zmarłych metropolitów kijowskich w soborze Mądrości Bożej w Kijowie.
Autor tekstu poświęconego zasadom postu i zawierania małżeństw, znanego pod nazwą Prawiło. Dzieło to napisane jest prostym językiem, bez cytatów z Biblii ani chwytów retorycznych.
Według polecenia Maksyma napisana została Maksymowska Ikona Matki Bożej. Przedstawia ona Matkę Bożą wręczającą hierarsze omoforion. Hagiografia prawosławna przypisuje Maksymowi widzenie maryjne, w czasie którego Matka Boska potwierdzić słuszność wyjazdu Maksyma z Kijowa do Włodzimierza i wręczyć mu omoforion.
Kanonizowany przez Cerkiew prawosławną. Według hagiografii w XIX wieku, w czasie remontu soboru we Włodzimierzu, odnaleziono jego nierozłożone ciało.